# 4-甲基苯硼酸新戊二醇酯
4-甲基苯硼酸新戊二醇酯是一种有机硼化合物，化学式为C12H17BO2，它是4-甲基苯硼酸和2,2-二甲基-1,3-丙二醇（新戊二醇）形成的酯。

## 合成与反应
它可由三(4-甲基苯基)锑、三氯化硼和新戊二醇反应制得，或由4-甲基苯硼酸和新戊二醇在硫酸镁存在下反应得到。
它和N-溴代丁二酰亚胺、过氧化苯甲酰在四氯化碳中回流反应，可以得到4-(溴甲基)苯硼酸新戊二醇酯。